# Seconde Chance (telenovela, 2018)
Pour les articles homonymes, voir Seconde Chance.
Seconde Chance (Segundo Sol) est une telenovela brésilienne produite et diffusée entre le 14 mai 2018 et le 9 novembre 2018 sur Rede Globo.
En France d'outre-mer, le feuilleton a été remonté en 135 épisodes de 45 minutes et diffusé entre le 30 mars 2020 et le 1er octobre 2020 sur le réseau La 1ère.
Elle a également était diffusée sur Nina Novelas entre le 30 juin 2023 et le 3 janvier 2024.

## Synopsis
Située à Salvador en 1999, dans le quartier historique de Santo Antonio, vit la famille Falcão. Beto, l'un des quatre fils de Dodô et Nana, a fait sa renommée en tant que chanteur mais depuis environ trois ans, il connaît le goût amer de l'ostracisme. La famille gagne sa vie grâce au bar à crabe de la même maison où elle vit, mais court le risque de perdre sa maison en raison de la mauvaise gestion de la carrière de Beto par son manager et frère Remy, le fils du "mouton noir". 
Pour aider à payer une partie de la dette, Beto accepte de se produire à Aracaju, lorsque l'avion a une collision et chute, il est recherché en mer et il est présumé mort. En raison de l'agitation inattendue à l'échelle nationale, le chanteur est convaincu par Remy et sa petite amie Karola, avec qui sa relation est très ébranlée de continuer à se faire passer pour un homme décédé en restant dans l'île fictive de Boiporã. C'est à ce moment que Beto, troublé rencontre Luzia, une poissonnière, abandonnée par son mari, se débrouillant seule pour ses jeunes enfants. Les deux tombent amoureux et font bientôt des plans pour le mariage, sans qu'elle connaisse la véritable identité de Beto, qui se présente comme Miguel. Otage d'un grand complot orchestré par Karola et Laureta, le couple se retrouve séparé. En retrouvant son ex-mari, il essaie de tuer Beto mais Luzia finit par le tuer. Luzia, maintenant fugitive, s'enfuit en Islande, avec l'aide de Goa où elle devient célèbre en tant que DJ Ariela.
Après près de 20 ans, Luzia revient pour tenter de réunir sa famille brisée, sans imaginer que Miguel, son grand amour qu'elle ne pouvait oublier, est le célèbre chanteur Beto Falcão. Avec sa famille, Beto maintient à ce jour la farce de sa mort et n'est pas satisfait du cours que la vie a prise. Il garde également son amour pour Luzia vivant et devient fou quand il découvre que la poissonnière qu'il a aimé est maintenant un DJ à succès vivant à Salvador et il fera tout pour la retrouver et raviver leurs romances passées.

## Distribution

### Rôles principaux
| Acteur/Actrice       | Personnage                                         |
| -------------------- | -------------------------------------------------- |
| Giovanna Antonelli   | Luzia Batista / DJ Ariella Arlesisla               |
| Emilio Dantas        | Roberto Yunes Falcão (Beto Falcão) / Miguel Falcão |
| Deborah Secco        | Caroline Figueiredo Falcão (Karola)                |
| Adriana Esteves      | Laura Bottini Maranhão (Laureta) / Cláudia         |
| Vladimir Brichta     | Remy Yunes Falcão Maranhão                         |
| Letícia Colin        | Rosa Câmara                                        |
| Chay Suede           | Ícaro Batista                                      |
| Danilo Mesquita      | Valentim Batista Figueiredo Falcão                 |
| Luisa Arraes         | Manuela Batista Athayde (Manu)                     |
| Fabrício Boliveira   | Roberval dos Santos Athayde                        |
| Fabiula Nascimento   | Maria Cláudia Batista (Cacau)                      |
| Caco Ciocler         | Edgar Athayde dos Santos                           |
| Maria Luísa Mendonça | Karen Michele Athayde                              |
| Giovanna Lancellotti | Rochelle Athayde                                   |
| Odilon Wagner        | Severo Athayde                                     |
| Claudia di Moura     | Josefa dos Santos (Zefa)                           |
| Nanda Costa          | Maura Câmara                                       |
| Carol Fazu           | Selma Santino                                      |
| Armando Babaioff     | Ionan Yunes Falcão                                 |
| Roberta Rodrigues    | Doralice do Nascimento                             |
| Osmar Silveira       | Narciso Garcia                                     |
| Luis Lobianco        | Clóvis Yunes Falcão (Clovinho)                     |
| Thalita Carauta      | Gorete das Dores Falcão                            |
| José de Abreu        | Domício Falcão (Dodô)                              |
| Arlete Salles        | Nazira Yunes Falcão (Naná)                         |
| Francisco Cuoco      | Nestor Maranhão                                    |
| Narcival Rubens      | Rossini Pereira Galdino (Galdino)                  |
| Roberto Bonfim       | Agenor Câmara                                      |
| Kelzy Ecard          | Eunice Câmara (Nice)                               |
| Danilo Ferreira      | Acácio Pereira                                     |
| André Dias           | Groa Stevens do Nascimento (Gringo)                |
| João Acaiabe         | Alaor do Nascimento (Pai Didico)                   |
| Pablo Morais         | Tomé                                               |
| Ciro Sales           | Eduarlison Moreira (Du Love)                       |
| Hugo Moura           | Robinson Ribeiro (Robinho)                         |
| Robertha Portella    | Ariadna                                            |
| Camila Lucciola      | Katiandrea                                         |
| Milla Araújo         | Fabiana                                            |
| Drayson Menezes      | Wander                                             |
| Dja Marthins         | Quitéria                                           |
| Carlos Betão         | Delegado Viana                                     |
| Ariane Souza         | Rosimeire Toledo (Meire)                           |
| Ella Nascimento      | Ludmilla Paixão (Ludi)                             |
| Renan Motta          | Márcio Vítor                                       |
| Jean Amorim          | Carlinhos                                          |
| Gabriela Moreyra     | Renata Troiano (Renatinha)                         |
| Davi Queiroz         | Teobaldo das Dores Falcão (Badu)                   |
| Ícaro Zulu           | Domício do Nascimento Falcão Neto (Doni)           |
| Tarsila Lima         | Júnia do Nascimento Falcão                         |
| Ygor Marçal          | Tupã                                               |

### Participations spéciales
| Acteur/Actrice       | Personnage                        |
| -------------------- | --------------------------------- |
| Renata Sorrah        | Dulce Bottini                     |
| Cássia Kis           | Claudine Athayde                  |
| Tuca Andrada         | Juarez Garcia                     |
| Ingra Lyberato       | Fátima Garcia                     |
| Raíssa Xavier        | Roberta Garcia (Berta)            |
| Paulo Borges         | Edilei Pereira dos Santos         |
| Zeca de Abreu        | Januária                          |
| Sarito Rodrigues     | Dr. Guerra                        |
| Ana Miranda          | Irmã Felipa                       |
| Valdo Boaventura     | Belmiro Santos dos Anjos          |
| Murilo Sampaio       | DJ Guto                           |
| Licínio Januário     | Dominick Lundala                  |
| Lucélia Pontes       | Emily / Jennifer                  |
| Jayme Periard        | Vicente                           |
| Jackson Costa        | Lourival                          |
| Rafaelle Casuccio    | Alexis                            |
| Juliana Nalú         | Marina                            |
| Fábio Scalon         | Quinho                            |
| Cintia Rosa          | Policière Agatha                  |
| Lidi Lisboa          | Policière Suely                   |
| Lui Mendes           | Dr. Oswaldo                       |
| Cláudia Lira         | Glorinha Tibiriçá                 |
| Rosana Penna         | Alda Maria                        |
| Luciano Quirino      | Dr. Cícero                        |
| Dody Só              | Djalma (Djalminha)                |
| Fernando Sampaio     | Policier Jackson Pereira          |
| Aldri Anunciação     | Artur                             |
| Paulo Verlings       | Caveirão                          |
| Saulo Rodrigues      | Bóris                             |
| Leandro Daniel       | Natalino                          |
| Marília Coelho       | Jurema                            |
| Selma Lopes          | Dona Eugênia Pereira              |
| Jandir Ferrari       | Juiz Eurípides                    |
| Sylbeth Soriano      | Amália                            |
| Alexandre Moreno     | Alexandre                         |
| Tairone Vale         | Delegado Nolasco                  |
| Paulo Bellei         | Junior (Juninho)                  |
| Natto Ferreira       | André                             |
| Adriana Valdevina    | Neusa                             |
| Arlinda Lima Di Baio | Maria                             |
| Neiva Cristal        | Dona Madalena                     |
| Rafael Medrado       | Morreu                            |
| Marcelo Flores       | Tonelada                          |
| Mariah da Penha      | Rosicleide (Cleidinha)            |
| Rose Lima            | Martinha                          |
| Hela Castro          | Cândida Morais (Dona Candinha)    |
| Gilberto Hernadez    | Juiz no caso de Luzia             |
| Kenya Costta         | Médica na clínica de fertilização |
| Thales Miranda       | Ícaro (enfant)                    |
| Rafaela Brasil       | Manu (enfant)                     |
| Daniela Mercury      | Elle-même                         |
| Dandan Firmo         | Elle-même                         |
| Fátima Bernardes     | Elle-même                         |
| Ana Maria Braga      | Elle-même                         |